# Dallas Cowboys
Dallas Cowboys je profesionální klub amerického fotbalu, v současné době je členem East Division (Východní divize) National Football Conference (NFC, Národní fotbalové konference) National Football League (NFL, Národní fotbalové ligy).
Jejich sídlo se nachází v Irvingu, předměstí města Dallas (stát Texas). Domácí zápasy hrají od roku 2009 na Cowboys Stadium v Arlingtonu, předměstí Fort Worthu. Cowboys rozšířili jako nový tým řady NFL v roce 1960. Silné nacionální cítění klubu nejlépe dokazuje rekord NFL v počtu 160 za sebou jdoucích vyprodaných utkání. Tato série začala v roce 1990 a zahrnuje 79 domácích utkání na předchozím stadionu Cowboys, Texas Stadium, a 81 utkání venku. Klub se s Pittsburgh Steelers dělí o rekord v počtu účastí v Super Bowlu (8), což potvrzuje také nejvíce konferenčních titulů NFC (8). Cowboys jsou rovněž jediným týmem z celé NFL, kterému se ve dvaceti za sebou jdoucích sezónách (1966 - 1985) podařilo dosáhnout kladného počtu vítězství, přičemž se pouze dvakrát (1974 a 1984) nedostali do play-off. Je to jedna z nejdelších vítězných sérií ve všech profesionálních sportech a pravděpodobně zůstane navždy nepokořena.

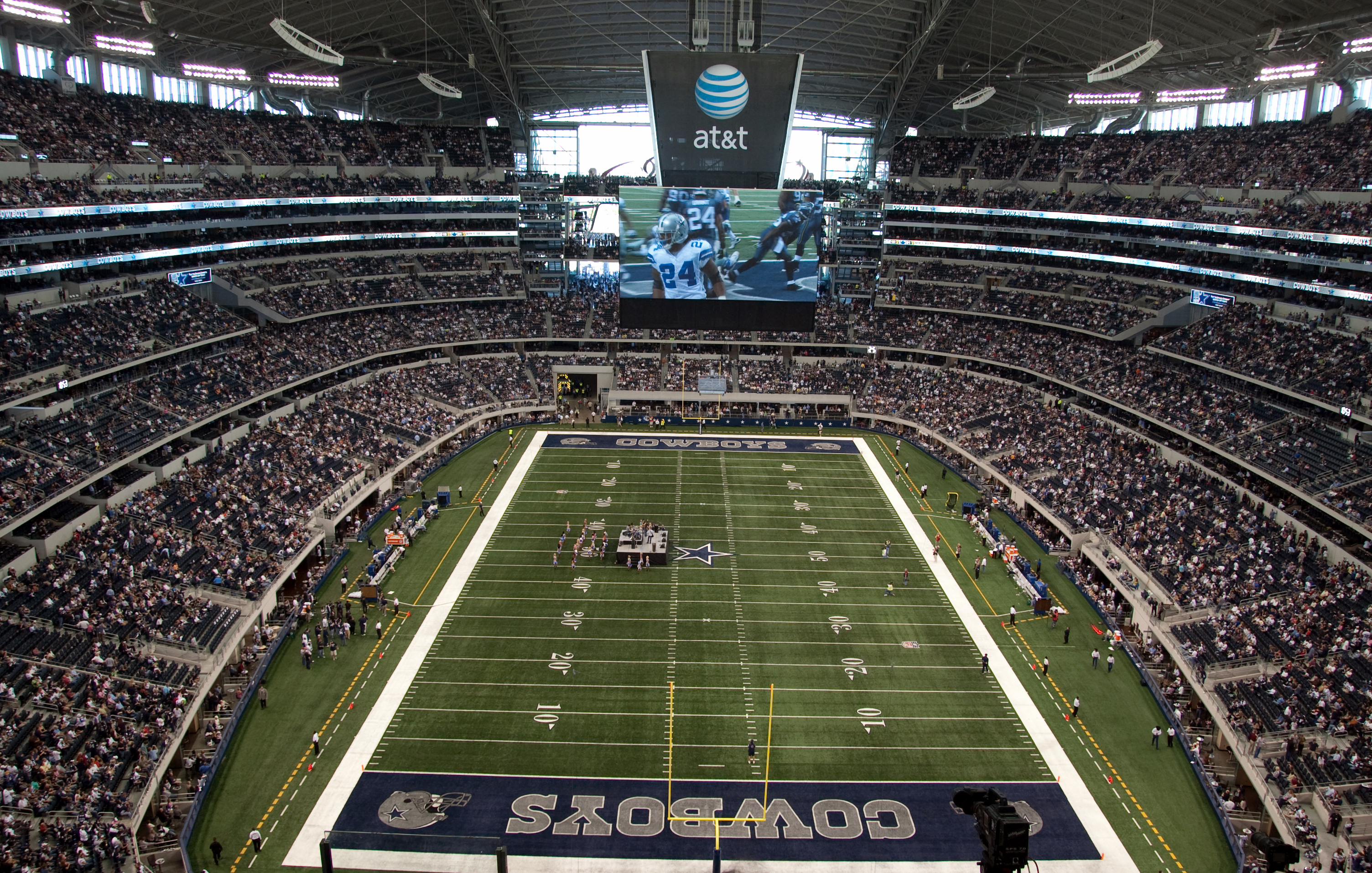
AT&T Stadium během utkání

Článek časopisu Forbes z 2. září 2009 hodnotí Cowboys jako nejcennější značku ve světě sportu v USA a druhou nejcennější na světě za Manchesterem United z anglické Premier League s odhadovanou hodnotou přibližně 1,65 miliardy dolarů, před Washingtonem Redskins (1,5 miliardy) a New England Patriots (1,361 miliardy). Jsou také nejbohatším týmem v NFL, jejich roční příjmy dosahují téměř 269 milionů amerických dolarů.

## Hráči

### Členové Síně slávy profesionálního fotbalu

#### Hráči
- 1977 - Forrest Gregg
- 1978 - Lance Alworth
- 1980 - Bob Lilly
- 1981 - Herb Adderley
- 1985 - Roger Staubach
- 1988 - Mike Ditka
- 1994 - Tony Dorsett
- 1994 - Randy White
- 1994 - Jackie Smith
- 1996 - Mel Renfro
- 1998 - Tommy McDonald
- 2006 - Troy Aikman
- 2006 - Rayfield Wright
- 2007 - Michael Irvin
- 2009 - Bob Hayes
- 2010 - Emmitt Smith
- 2011 - Deion Sanders
- 2013 - Larry Allen
- 2015 - Charles Haley
- 2018 - Terrell Owens

#### Funkcionáři
- Tom Landry - trenér
- Bill Parcells - trenér
- Tex Schramm - prezident, generální manažer
- Gil Brandt - manažer
- Jerry Jones - majitel, generální manažer

### Draft
Hráči draftovaní v prvním kole za posledních deset sezón:
| Rok  | Pořadí | Jméno hráče          | Pozice           | Univerzita                           |
| 2010 | 24     | Dez Bryant           | Wide receiver    | Oklahoma State University-Stillwater |
| 2011 | 9      | Tyron Smith          | Offensive tackle | University of South Carolina         |
| 2012 | 6      | Morris Clairbone     | Cornerback       | Louisiana State University           |
| 2013 | 31     | Travis Frederick     | Center           | University of Wisconsin-Madison      |
| 2014 | 16     | Zack Martin          | Offensive tackle | University of Notre Dame             |
| 2015 | 27     | Byron Jones          | Cornerback       | University of Connecticut            |
| 2046 | 4      | Ezekiel Elliott      | Running back     | Ohio State University                |
| 2017 | 28     | Taco Charlton        | Defensive end    | University of Michigan               |
| 2018 | 19     | Leighton Vander Esch | Linebacker       | Boise State University               |
| 2019 |        | nikdo                |                  |                                      |